# Theo Rehm

Theo Rehm

Emil Theophil Rehm, genannt Theo Rehm (* 29. November 1896 in Nettur bei Thalassery, Britisch-Indien; † 18. März 1970 in Emmendingen), war ein deutscher evangelischer Theologe, Zahnarzt und Politiker (NSDAP).

## Leben und Wirken
Rehms Vater, ein Buchhändler aus Emmendingen, war zum Zeitpunkt der Geburt seines dritten Sohns Emil Theophil Missionar der Basler Mission an der Malabarküste in Britisch-Indien. Der Sohn wuchs ab dem zweiten Lebensjahr bei einem Onkel in Karlsruhe auf. 1898 kehrten die Eltern nach Deutschland zurück; 1903 zog die Familie von Karlsruhe nach Kassel, wo Rehm den Besuch der Volksschule fortsetzte und dann auf das Gymnasium wechselte. Ab 1911 war Rehms Vater bei den von Bodelschwinghschen Stiftungen Bethel tätig. Das dortige Gymnasium verließ Rehm wegen schlechter schulischer Leistungen und besuchte ab 1913 das Progymnasium der Korntaler Brüdergemeinde.
Wegen des Ersten Weltkrieges brach Rehm den Schulbesuch 1915 in der Obersekunda ab; die Hochschulreife wurde ihm 1917 zuerkannt. Zunächst im 7. Thüringischen Infanterie-Regiment Nr. 96 eingesetzt, meldete sich Rehm im November 1916 zur Maschinen-Gewehr-Scharf-Schützen-Abteilung Nr. 34, mit der er an der Ost- und Westfront eingesetzt wurde. Im Januar 1919 wurde Rehm im Range eines Leutnants demobilisiert.
Im Februar 1919 nahm Rehm ein Studium der evangelischen Theologie an der Universität Münster auf, das er an der theologischen Schule in Bethel und in Halle fortsetzte und 1922 in Heidelberg abschloss. Im August 1922 heiratete er.
Ab 1922 war Rehm Vikar an der Stadtkirche Emmendingen. Zugleich war er Großmeister der Bruderschaft Hochberg des Jungdeutschen Ordens. Rehms Wirken als Religionslehrer in Emmendingen hatte zwei Beschwerden der dortigen jüdischen Gemeinde zur Folge, in denen ihm religiöse Verhetzung und schwere Beleidigung der Juden und des Judentums vorgeworfen wurden. In einer Predigt im März 1924 während des Hitler-Prozesses verglich Rehm die Teilnehmer des Hitlerputsches mit Jesus als Heilsbringer. Der Oberkirchenrat der Evangelischen Landeskirche in Baden bemängelte an der Predigt, den Putsch „mit der Sünder suchenden Liebe Jesu auf eine Ebene zu stellen, dürfte weit über den Kreis der ‚völkisch‘ Eingestellten Befremden erregen“. In seiner Stellungnahme vor dem Oberkirchenrat rechtfertigte sich Rehm mit antisemitischen Polemiken, wobei er unter anderem ausführte, er habe im Weltkrieg „die Erfahrung machen müssen, dass mindestens seit 1916 hinter der Front von Juden mit jüdischem Kapital systematisch an der Zersetzung des nationalen Frontkämpfergeistes gearbeitet wurde“. Im Sommer 1924 bezeichnete der Oberkirchenrat Rehms Stellung in Emmendingen als unhaltbar und seine Versetzung als unumgänglich. Hiermit war der Emmendinger Kirchenrat nicht einverstanden. Zwar habe Rehm „sein leidenschaftliches Temperament nicht immer genügend in Zucht genommen“; „einige Entschuldigung“ sah der Kirchenrat aber im „allzu kühnen Hervorwagen mancher Vertreter jüdischer Abkunft in unserer Gemeinde“.
Nach mehreren erfolglosen Bewerbungen wurde Rehm im September 1926 als Religionslehrer an die Zeppelin-Oberrealschule Konstanz versetzt. Im April 1928 schied er auf eigenen Wunsch aus dem Kirchendienst aus. Rehm nahm im gleichen Jahr ein Studium der Zahnmedizin in Heidelberg auf, das er ab 1931 an der Universität Freiburg fortführte. An der dortigen Universität promovierte er mit der 1934 veröffentlichten 16-seitigen Schrift Die Nachbehandlung von Zahnzysten.
Zum 1. Oktober 1930 trat Rehm der NSDAP bei (Mitgliedsnummer 334.312), spätestens ab Januar 1931 war er Kreisleiter der Partei für das Bezirksamt Emmendingen. Bereits Anfang November 1930 war Rehm als Redner der NSDAP in Köndringen aufgetreten.

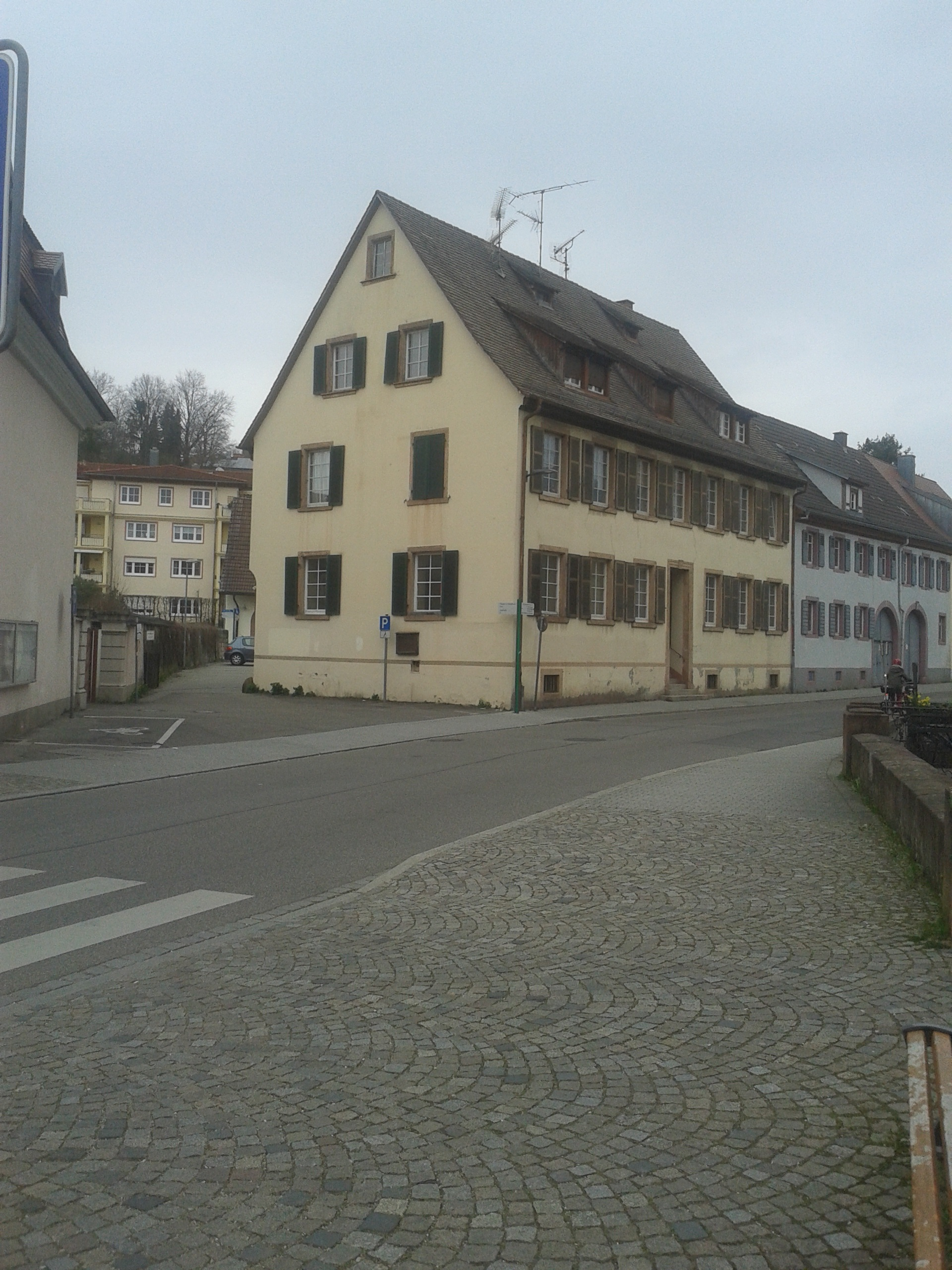
Das Gebäude („Horst-Wessel-Haus)“ der ehemaligen NSDAP-Kreisleitung, Emmendingen, Hebelstr. 1. Dienstsitz von Kreisleiter Theo Rehm 1933–1936

Nach der Machtübertragung an die Nationalsozialisten war Rehm 1933 Abgeordneter im Badischen Landtag. Von November 1933 bis zum März 1938 saß Rehm als Abgeordneter im nationalsozialistischen Reichstag, in dem er den Wahlkreis 32 (Baden) vertrat. In der Partei war Rehm ab 1933 Gauinspektor im Gau Baden. Ab 1934 leitete er die Landesstelle Baden des Ministeriums für Volksaufklärung und Propaganda. Als Kreisleiter von Emmendingen organisierte Rehm den „Judenboykott“ im April 1933 und beteiligte sich an der Verfolgung von Juden, Kommunisten, Sozialdemokraten und eines Zentrumspolitikers.
Der Historiker Johnpeter Horst Grill zählt Rehm zu den badischen Kreisleitern, die wegen ihrer Inkompetenz besonders berüchtigt waren. Anfang 1936 nutzte Gauleiter Robert Wagner eine Gebietsreform, um Rehm im Zuge einer Professionalisierung des NSDAP-Kreisleiter-Korps abzusetzen. Bereits seit 1934 waren parteiinterne Ermittlungen gegen Rehm im Gange. Ihm wurde vorgeworfen, bei der Misshandlung eines SA-Mitgliedes durch einen SA-Führer anwesend gewesen zu sein und nicht eingegriffen zu haben. Zudem habe er einen NSDAP-Stützpunktleiter dazu angehalten, belastendes Material über den Kreisleiter des Bezirksamtes Waldkirch zu sammeln.
Im Dezember 1936 verwarnte das NSDAP-Gaugericht für Baden Rehm und entzog ihm für ein Jahr das Recht, Parteiämter zu bekleiden. Gemäß einem Vorschlag von Gauleiter Wagner reduzierte das Oberste Parteigericht der NSDAP die Strafe im Juli 1937 auf die Verwarnung. 1937 wurde Rehm kommissarischer Vorsitzender der Badischen Zahnärztekammer. Bereits 1933 war er Landesstellenleiter der Landesstelle Südwestdeutschland der Kassenzahnärztlichen Vereinigung Deutschlands geworden; seit 1934 fungierte er als Leiter der Reichsstelle für berufs- und staatspolitische Schulung der deutschen Zahnärzteschaft sowie als Reichsschulungsleiter des Reichsverbandes der Zahnärzte Deutschlands.
Nach der Befreiung vom Nationalsozialismus wurde Rehm 1945 inhaftiert; nach einer vorübergehenden Freilassung Anfang 1946 blieb er bis Juli 1948 gemäß dem automatischen Arrest interniert. In der Entnazifizierung ordnete die Sonderspruchkammer des Internierungslagers Balingen Rehm in die Gruppe der „Minderbelasteten“ ein. Die Entscheidung löste in Emmendingen scharfen Protest aller Parteien und Gewerkschaften aus. Als Rehm im Februar 1949 die Wiedereröffnung einer Zahnarztpraxis in Emmendingen beantragte, erklärte sich der Stadtrat einstimmig gegen eine Praxisaufnahme und einen Zuzug Rehms. In der Berufung des Entnazifizierungsverfahrens wurde Rehm im September 1949 als „Schuldiger“ eingruppiert und ihm bis Mai 1950 eine Betätigung als Zahnarzt nur in untergeordneter Stellung erlaubt. Ab März 1952 war Rehm in Emmendingen polizeilich gemeldet; kurze Zeit später eröffnete er am dortigen Marktplatz eine Zahnarztpraxis.
Im Juli 2010 entzog der Gemeinderat von Denzlingen Rehm postum das Ehrenbürgerrecht, das ihm im Juni 1933 verliehen worden war. Recherchen zufolge war das Ehrenbürgerrecht eine Dankesbezeugung des von Rehm eingesetzten Bürgermeisters.